# Суксунское городское поселение
Суксунское городско́е поселе́ние — муниципальное образование в Суксунском районе Пермского края Российской Федерации.
Административный центр — рабочий посёлок Суксун.

## История
Статус и границы городского поселения установлены Законом Пермской области от 10 ноября 2004 года № 1719-349 «Об утверждении границ и о наделении статусом муниципальных образований Суксунского района Пермского края»

## Население
| 2010  | 2012  | 2013  | 2014  | 2015  | 2016  | 2017  |
| ----- | ----- | ----- | ----- | ----- | ----- | ----- |
| 8216  | ↘8182 | ↗8279 | ↗8298 | ↗8337 | ↗8344 | ↘8312 |
| 2018  | 2019  |       |       |       |       |       |
| ↘8271 | ↘8211 |       |       |       |       |       |

## Состав городского поселения
| № | Населённый пункт | Тип населённого пункта                  | Население |
| - | ---------------- | --------------------------------------- | --------- |
| 1 | Кошелево         | деревня                                 | ↘177      |
| 2 | Суксун           | рабочий посёлок, административный центр | ↘8298     |